# Tillandsia yerba-santae
Tillandsia yerba-santae là một loài thuộc chi Tillandsia. Đây là loài đặc hữu của México.